# Arraial do Cabo (ort)
Arraial do Cabo är en ort i Brasilien.   Den ligger i kommunen Arraial do Cabo och delstaten Rio de Janeiro, i den sydöstra delen av landet, 1 000 km sydost om huvudstaden Brasília. Arraial do Cabo ligger 11 meter över havet och antalet invånare är 26 163.
Terrängen runt Arraial do Cabo är platt åt nordväst, men åt sydost är den kuperad. Havet är nära Arraial do Cabo åt sydost. Trakten är tätbefolkad. Närmaste större samhälle är Cabo Frio, 8,8 km norr om Arraial do Cabo. 